# Benson (Arizona)
Benson es una ciudad ubicada en el condado de Cochise en el estado estadounidense de Arizona. En el censo de 2010 tenía una población de 5105 habitantes y una densidad poblacional de 88,85 personas por km².

## Geografía
Benson se encuentra ubicada en las coordenadas 31°58′4″N 110°17′40″O / 31.96778, -110.29444. Según la Oficina del Censo de los Estados Unidos, Benson tiene una superficie total de 92.46 km², de la cual 92.46 km² corresponden a tierra firme y (0%) 0 km² es agua.

## Demografía
Según el censo de 2010, había 5105 personas residiendo en Benson. La densidad de población era de 88,85 hab./km². De los 5105 habitantes, Benson estaba compuesto por el 87,78% blancos, el 1% eran afroamericanos, el 0,96% eran amerindios, el 0,72% eran asiáticos, el 0,16% eran isleños del Pacífico, el 5,8% eran de otras razas y el 3,58% pertenecían a dos o más razas. Del total de la población el 22,06% eran hispanos o latinos de cualquier raza.

## Cultura
En la octava temporada de la serie de televisión Amar es para siempre uno de los personajes explica que es de Benson, una pequeña ciudad en Arizona. 